# Anastasio de Gracia
Anastasio de Gracia Villarrubia est un syndicaliste et homme politique espagnol né le 18 septembre 1890 et mort le 14 mars 1981.
Député sous la Seconde République espagnole (successivement de Tolède, Madrid et Grenade), il est ministre sous le second gouvernement Caballero de novembre 1936 à mai 1937. Après la défaite des républicains, il part en exil au Mexique.